# Sonate K. 148
La sonate K. 148 (F.98/L.64) en la mineur est une œuvre pour clavier du compositeur italien Domenico Scarlatti.

## Présentation
La sonate K. 148, en la mineur, est notée Andante. Avec cette sonate débutent les deux premiers recueils de Venise et Parme. Scarlatti commence une nouvelle série d'œuvres radicalement différentes des précédentes. Plus courtes et plus simples, elles répondent à la promesse du compositeur dans sa préface des Essercizi où il écrit : « et plus volontiers alors obéirai-je à d'autres ordres de te complaire par un style plus facile et plus varié ». Les vingt-neuf sonates (le no 29 du volume I est une copie de la K. 129 figurant déjà dans le volume XV de 1749) sont groupées tant à Venise qu'à Parme. Dans ce volume, l'index les titre toccata.

## Manuscrits
Le manuscrit principal est le premier numéro du volume I (Ms. 9772) de Venise (1752), copié pour Maria Barbara ; l'autre est Parme I 1 (Ms. A. G. 31406).

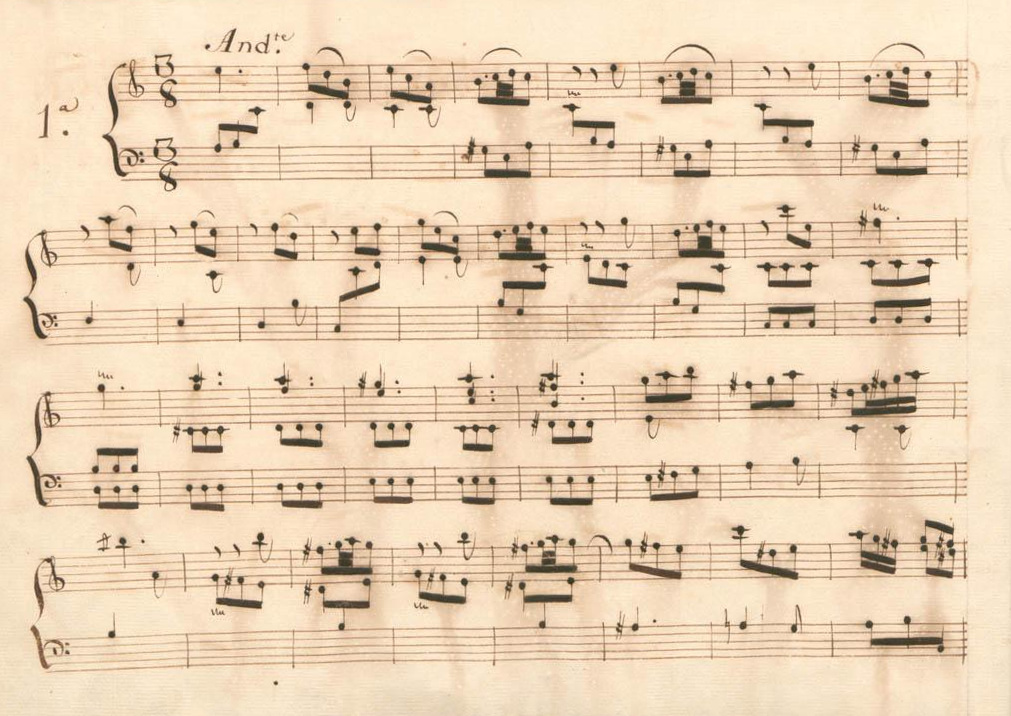
Parme I 1.
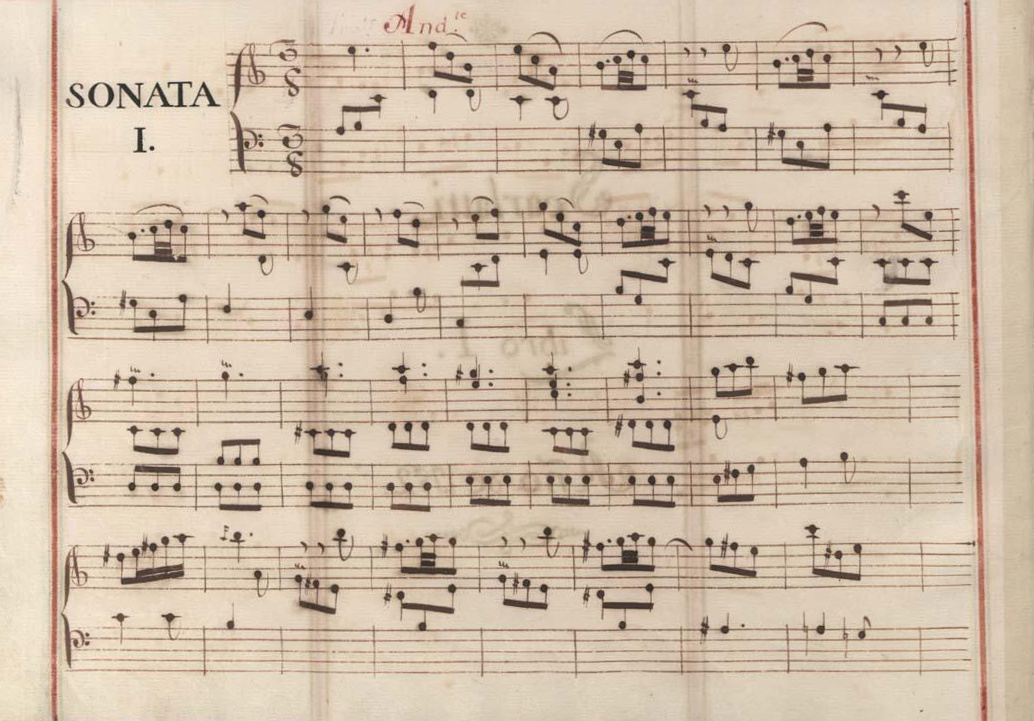
Venise I 1.

## Interprètes
La sonate K. 148 est défendue au piano notamment par Gottlieb Wallisch (2007, Naxos, vol. 11), Carlo Grante (2009, Music & Arts, vol. 1), Andrea Bacchetti (2013, RCA) ; au clavecin par Scott Ross (Erato, 1985), Richard Lester (2001, Nimbus, vol. 1) et Frédérick Haas (2016, Hitasura).

## Sources
: document utilisé comme source pour la rédaction de cet article.
- Ralph Kirkpatrick (trad. de l'anglais par Dennis Collins), Domenico Scarlatti, Paris, Lattès, coll. « Musique et Musiciens », 1982 (1re éd. 1953 (en)), 493 p. (OCLC 954954205, BNF 34689181).
- Alain de Chambure, « Domenico Scarlatti : Intégrale des sonates — Scott Ross », p. 188, Erato (2564-62092-2), 1985 (OCLC 891183737) ..